# The legend of Leigh Bowery
|  | Denne artikel er oprettet af botten PalnaBot ud fra en ekstern database. Den kan derfor have sproglige fejl eller mangler. Denne skabelon kan fjernes efter kontrol af indholdet. |

Legenden om Leigh Bowery er en dansk dokumentarfilm skrevet og instrueret af Charles Atlas.

## Handling
Natklubscenen i 1980'ernes London var et fristed for post-punk generationens farverige og dekadente typer. Den mest flamboyante af dem alle var Leigh Bowery (1961-94): modeskaber, performancekunstner og musikstjerne. Leigh Bowery var født i Australien og kom til London, netop som den såkaldte New Romantic-bølge startede. I filmen beretter en række vidner, fra Boy George til Damien Hirst, om perioden og om fænomenet Leigh Bowery, som med sine ekstreme kostumer og sin usædvanlige livsstil brød omverdenens normer og tabuer. Hele Bowerys liv handlede om ekstravagante forklædninger. Men paradoksalt nok blev han mest kendt, da han i sidste halvdel af firserne poserede nøgen for en række af maleren Lucian Freuds billeder.